# Mondbarsche
Die Mondbarsche (Mene) sind eine bis auf eine Art ausgestorbene Fischgattung und -familie. Sie sind fossil seit dem Paläozän bekannt. Die älteste Art ist Mene purdyi aus Peru. In der Fossillagerstätte von Monte Bolca in der Nähe von Verona in Italien fand man mehrere fossile Arten aus dem unteren Eozän.

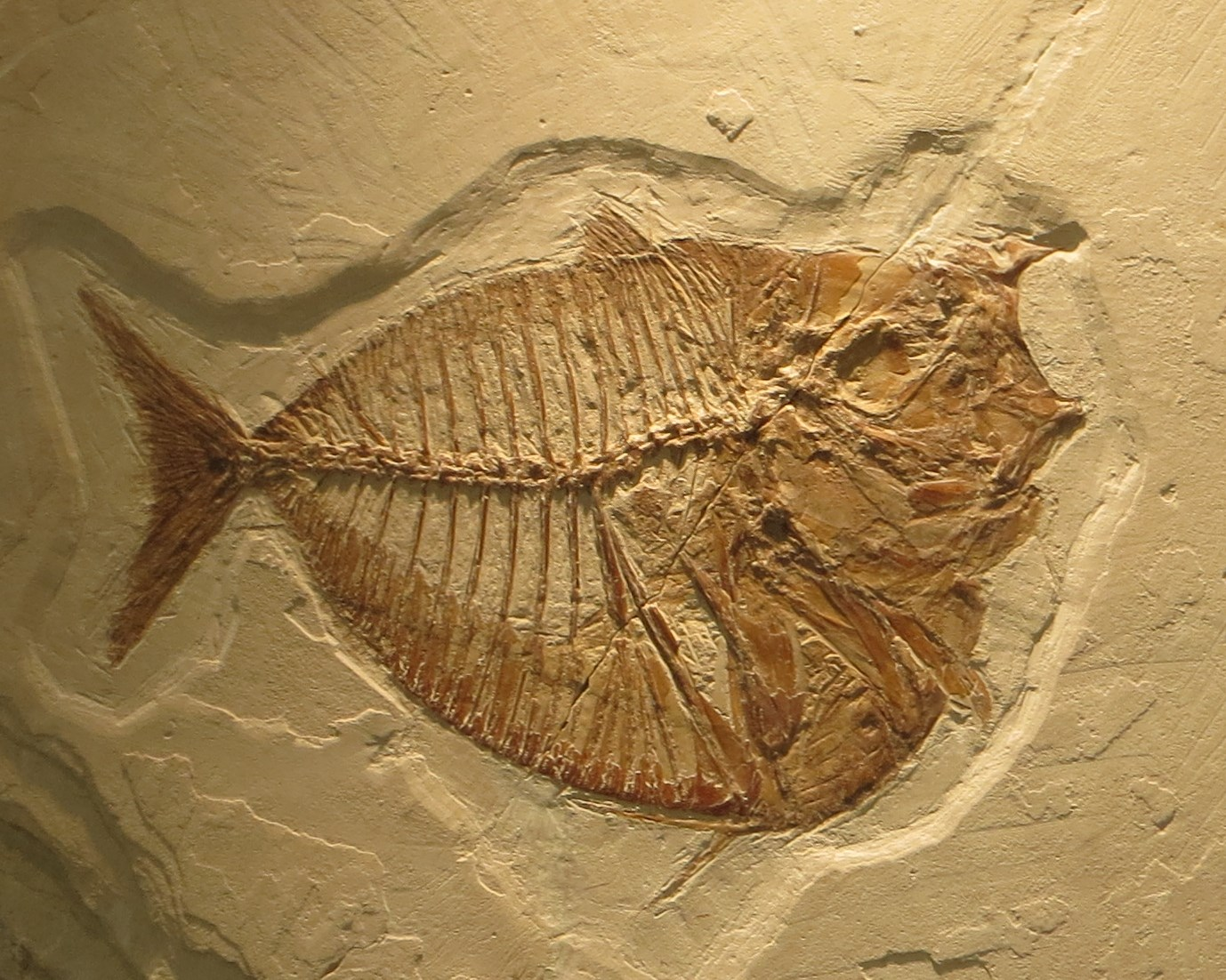
Mene oblonga
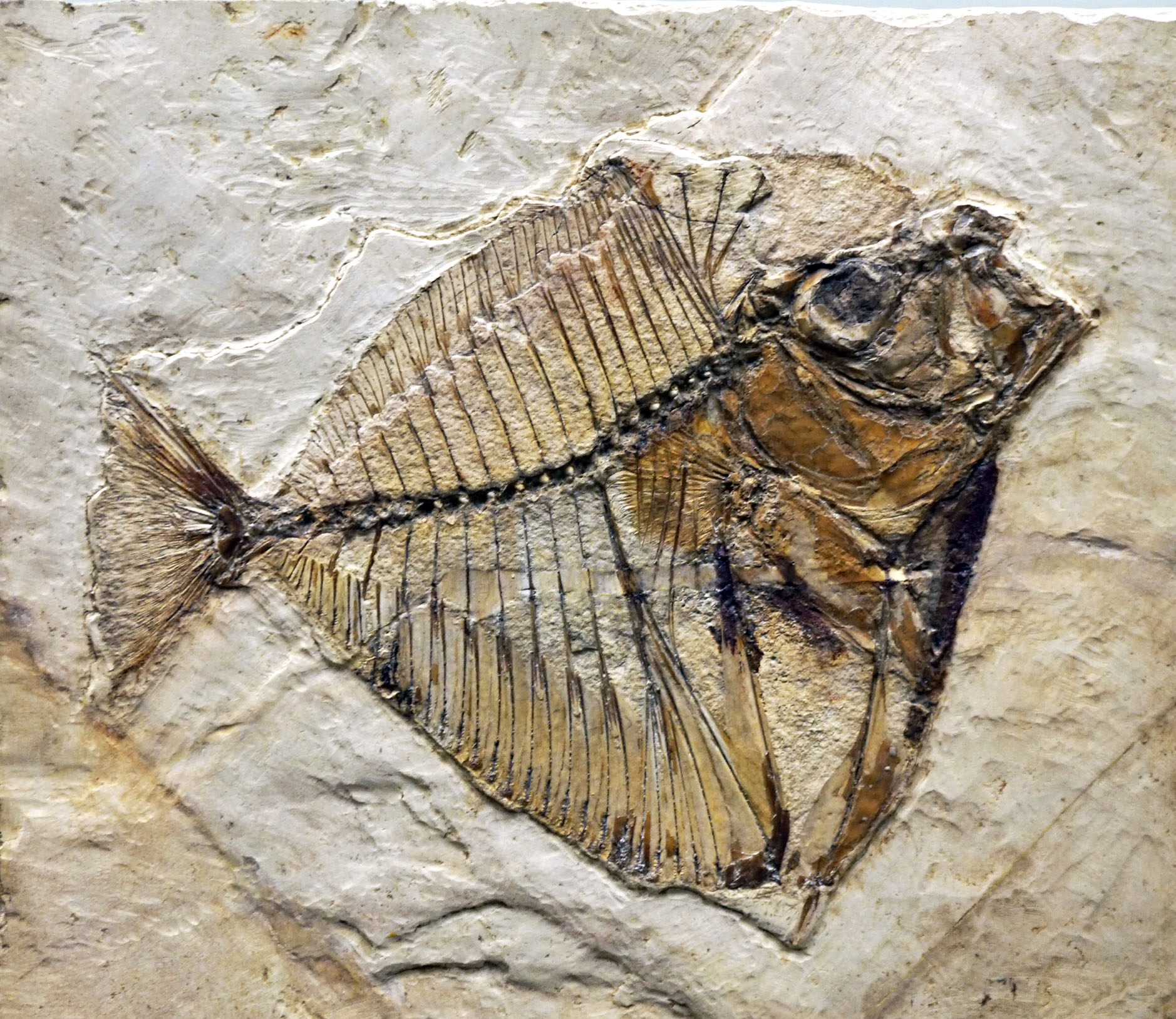
Mene rhombea

Es gibt heute nur noch eine lebende Art, Mene maculata, die im Indopazifik von der Küste Ostafrikas bis nach Südjapan und der Küste des nordöstlichen Australien lebt. Die Fische leben in Küstennähe über den Kontinentalsockeln und in der Nähe großer Inseln in Tiefen von 50 bis 200 Metern. Sie gehen auch in das Brackwasser der Flussmündungen. Mene maculata ernährt sich von bodenbewohnenden, wirbellosen Tieren. Die 30 Zentimeter lang werdenden Fische werden kommerziell gefischt und kommen frisch oder getrocknet auf den Markt.

## Merkmale
Mondbarsche haben eine scheibenförmige Gestalt (μήνη „Mond“) und sind seitlich abgeflacht, mit einer ausgeprägten, tief hervorgewölbten Brust- und Bauchregion. Die Bauchflossen sind bei ausgewachsenen Fischen lang und fadenförmig. Die Afterflosse hat keine Hartstrahlen und wird von 30 bis 33 Weichstrahlen gestützt. Sie erstreckt sich vom Ansatz der Bauchflossen bis zur Schwanzflossenwurzel, ist aber sehr niedrig. Die Schwanzflosse ist tief gegabelt, die Rückenflosse wird von 43 bis 45 Weichstrahlen gestützt und ist nur niedrig.

## Systematik
Die systematische Stellung der Mondbarsche war lange Zeit unsicher. Sie wurden schon als eigene Ordnung, Meniformes und in der Nähe der Tetraodontiformes (die dann als Präpercomorphe angesehen werden) und der Beryciformes gestellt. Später stellte man sie zur Ordnung der Barschartigen. Betancur-R. und Mitarbeiter ordneten sie in ihrer im Frühjahr 2013 erschienenen Revision der Systematik der Knochenfische den Carangaria zu.